# A hírszerzés és kémkedés története
A hírszerzés és kémkedés története egy a 20. század első felében megjelent nagy terjedelmű magyar nyelvű történelmi mű volt, szerzője Pilch Jenő.
Az 1936-ban a Franklin Irodalmi és Nyomdai Rt. szerkesztésében megjelent, összességében mintegy 1200 oldal terjedelmű, 3 kötetes, díszes borítójú, nagy képanyaggal rendelkező mű egy népszerűsítő történelmi munka a hírszerzésről, kémkedésről. Reprint kiadásban a Kassák Könyv- és Lapkiadó Kft. jelentette meg (Budapest, 1998–1999, ISBN 963-9100-18-8); elektronikus kiadása nincs. Az egyes kötetek külön címet nem kaptak, jellemzőik a következők voltak:
| Kötetszám | Kiadási év | Oldalszám |
| --------- | ---------- | --------- |
| I.        | 1936       | 366       |
| II.       | 1936       | 402       |
| III.      | 1936       | 386       |